# والتر ريختر
والتر ريختر (بالألمانية: Walter Richter)‏ هو ممثل ألماني، ولد في 13 مايو 1905 ببرلين في ألمانيا، وتوفي في 26 يوليو 1985 بفيينا في النمسا.

## وصلات خارجية
- والتر ريختر على موقع IMDb (الإنجليزية)
- والتر ريختر على موقع مونزينجر (الألمانية)
- والتر ريختر على موقع ألو سيني (الفرنسية)
- والتر ريختر على موقع ميوزك برينز (الإنجليزية)
- والتر ريختر على موقع أول موفي (الإنجليزية)
- والتر ريختر على موقع قاعدة بيانات الأفلام السويدية (السويدية)
- والتر ريختر على موقع ديسكوغز (الإنجليزية)
- والتر ريختر على موقع قاعدة بيانات الفيلم (الإنجليزية)
- والتر ريختر على موقع كينوبويسك (الروسية)